# Draaiorgel de Cello

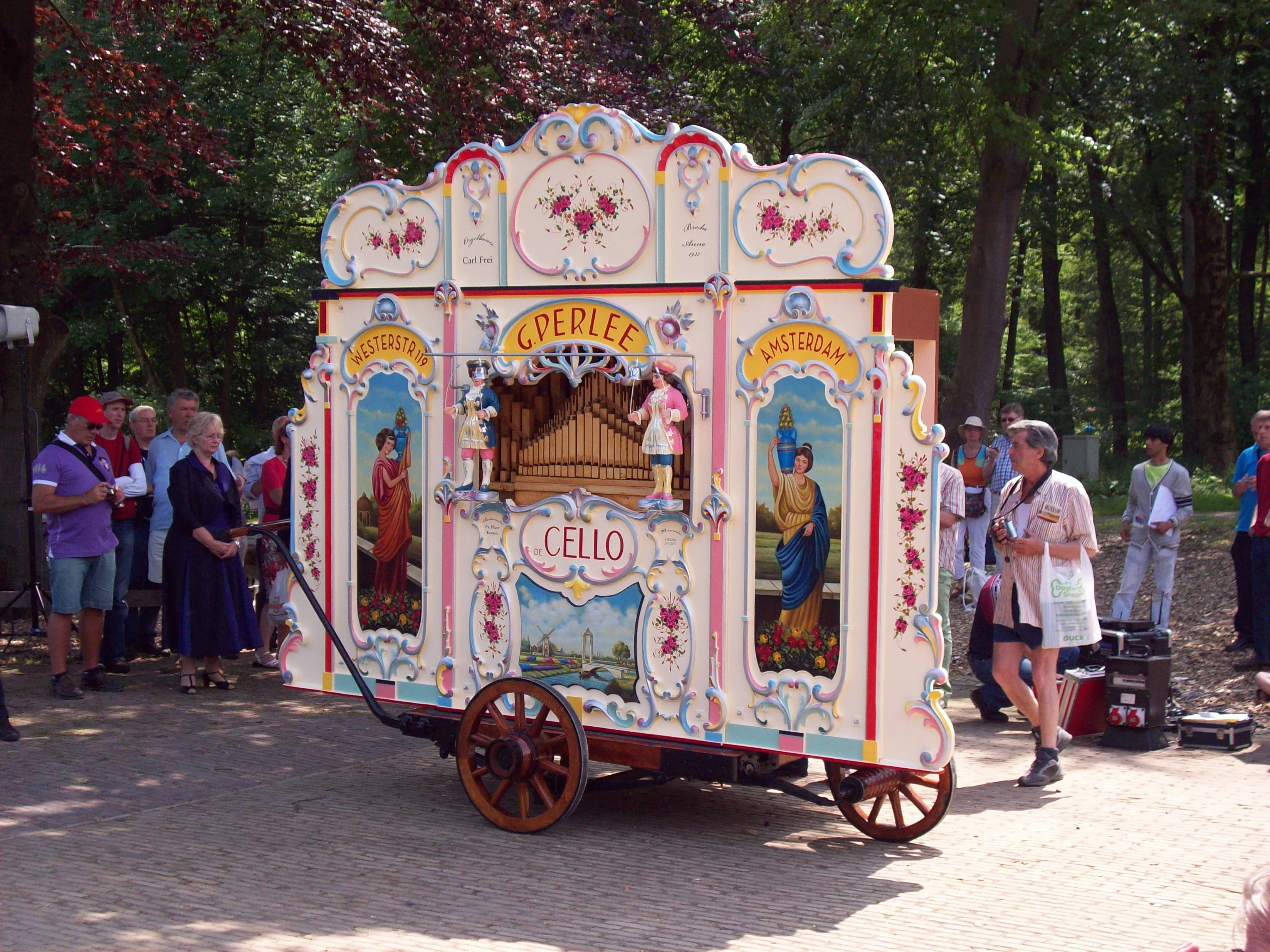
Draaiorgel de Cello, na de onthulling door Ronald Plasterk in het Openluchtmuseum te Arnhem

Draaiorgel de Cello is een Nederlands draaiorgel dat in 1926 door Carl Frei te Breda werd gebouwd. Het orgel telt 63 toetsen en was destijds het eerste draaiorgel waarin Carl Frei de 'bourdon celeste' had ingebouwd.

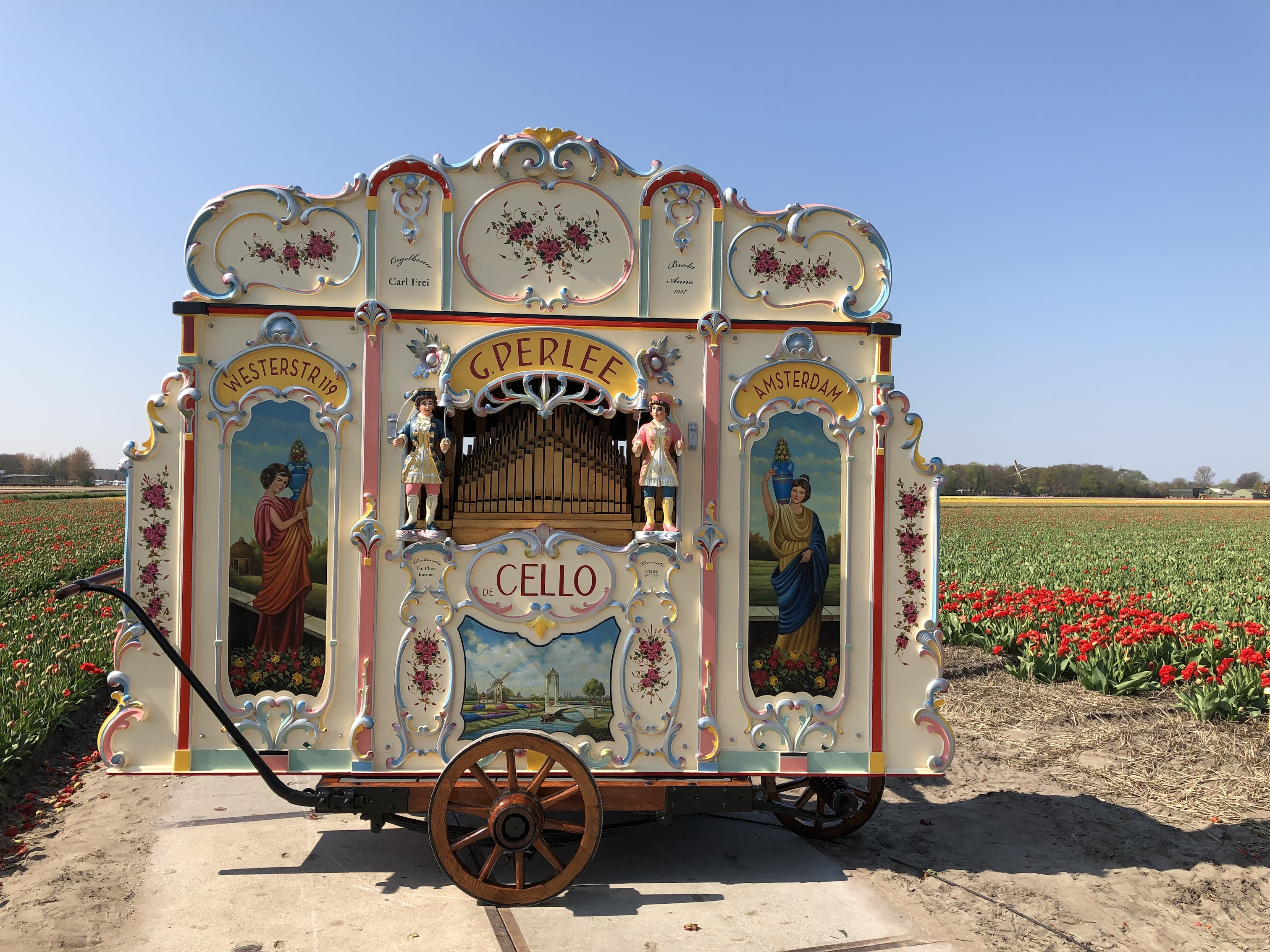
Draaiorgel De Cello in de bollenvelden, waarvan ook schilderingen te zien zijn op het front.

## Levensloop
Het draaiorgel "De Cello" werd door Carl Frei in zijn werkplaats te Breda in 1926 gebouwd voor het Amsterdamse orgelverhuurbedrijf van de weduwe Möhlmann-Warnies. Hij gebruikte daarvoor de kast van een voormalig Koenigsberg-orchestrion dat een tijdlang in een café aan de Oude Zijds Achterburgwal in Amsterdam had gespeeld. Hij gebruikte veel fraai pijpwerk van de Duitse firma Schönstein. Het nieuw gebouwde orgel dankt zijn naam aan het register Cello dat in de zijnissen is opgesteld. Carl Frei ontwikkelde in die jaren tevens een nieuw register, dat bestond uit twee rijen gestopte pijpen met zeer helder klankkarakter, waarvan de ene rij een klein beetje hoger gestemd werd dan de andere. Hij noemde dit register ”bourdon celeste”. Als primeur heeft hij deze uitvinding voor de eerste keer toegepast in draaiorgel "De Cello". Dit geluid werd al spoedig geliefd bij een groeiende schare orgelliefhebbers en werd in die tijd als een sensatie beschouwd. Uit heel Nederland kwamen draaiorgel liefhebbers naar Amsterdam om de bijzondere warme klankkleur van draaiorgel "De Cello" te beluisteren. Het glasachtig heldere geluid van de bourdon wordt tegenwoordig in vrijwel alle draaiorgels toegepast en door luisteraars als kenmerkend beschouwd voor het Nederlandse straatorgel.
In 1938 kwam het orgel in het bezit van Louis Holvoet uit Rotterdam. In 1956 kocht orgelverhuurder Gijs Perlee het zwaar verwaarloosde orgel en restaureerde het. Huurder Henk Lurks liep er daarna mee door Amsterdam tot de zomer van 1964. In die tijd heeft dit draaiorgel op vele karakteristieke grachtenlocaties in Amsterdam gefigureerd op miljoenen verschillende ansichtkaarten, sigarenbandjes en andere merchandising en werd daardoor bekend in de gehele wereld. Heintje Davids heeft bij haar afscheid met De Cello op het toneel gestaan en meegezongen met bekende Amsterdamse nummers die handmatig werden gedraaid. Na een kleine opknapbeurt heeft het orgel vanaf 1964 nog twee jaar in Utrecht gelopen bij Kees van Doorn.

## Export naar Canada
In 1967 werd het orgel geëxporteerd naar Canada. Het werd door een groep geëmigreerde Nederlanders cadeau gedaan aan de Canadese gemeente Edmonton. Het orgel speelde daar enkele keren per jaar, onder andere met Koninginnedag en rond het sinterklaasfeest. Omdat er geen onderhoud werd toegepast werd dit bijzondere orgel langzaamaan verwaarloosd en ontstemd. 

## Terugkeer naar Nederland
Door inzet van het Nationaal Fonds Draaiorgelbehoud kwam De Cello in 2008 terug naar Nederland. De mensen uit Edmonton wilden het orgel vakkundig laten restaureren maar hadden daarvoor onvoldoende middelen. Na een ruil met een goedspelend kleiner orgel kon de restauratie plaatsvinden bij de Firma E. Pluer. Jacob Tuin tekende voor de decoraties van het front en daarmee werd De Cello in originele staat hersteld naar de uitvoering tijdens de Gijs Perlee periode. 
Op zondag 6 juni 2010, werd het geheel gerestaureerde orgel door het Nationaal Fonds Draaiorgelbehoud gepresenteerd en feestelijk onthuld door prof. Bob Smalhout en oud-minister Ronald Plasterk in het Nederlands Openluchtmuseum in Arnhem.
Sinds 2019 is draaiorgel "De Cello" in het bezit van de heer G. Kuperus en is, dankzij het 40-jarig verblijf in Canada, een van de weinige draaiorgels in Nederland die nog in originele staat behouden is gebleven. Rein Schenk heeft vele originele composities en arrangementen van Carl Frei in zijn bibliotheek en heeft vele werken daarvan toegevoegd aan het repertoire van De Cello. Omdat het gehele orgel, inclusief het pijpwerk en de duwkar, nog in originele staat is, alsmede het feit dat het overgrote deel van het repertoire bestaat uit composities en arrangementen van Carl Frei, is draaiorgel De Cello een waardige respresentant van deze  bijzonder begaafde en in de draaiorgelwereld zeer gewaardeerde Carl Frei.

## Repertoire
Het repertoire van draaiorgel De Cello kenmerkt zich door vele originele Carl Frei composities en arrangementen, zoals:
- Adieu, mein kleiner Gardeoffizier
- Albert Schweitzer Mars
- Als van de Amsterdamse grachten het pierement verdwijnt
- Amsterdamse Mars
- An der schönen blauen Donau
- Artiesten Mars
- Aubadewalzer
- Ay-Ay-Ay Serenata Criolla
- Bei der blonden Kathrein
- Bloemenserenade
- Butterflies in the rain
- Ca c'est Paris
- Cilinderwals
- Cinema Royal
- Colonel Bogey
- Corso mars
- Das gibt's nur einmal
- Das Mädel vom Rhein ist ein Frühlingsgedicht
- De Burgerwacht
- De Nachtfluit
- Dear One
- Der fidele Harmonikaspieler
- Der kreuzfidele Kupferschmied
- Der verliebte Bimbambulla
- Deutscher Fußball March
- Die alte Garde
- Einmal am Rhein
- Emil Jannings Mars
- Estudiantina
- Fliegermarsch
- Freiheits Marsch
- Friedrichs mars
- Für Dich, Rio Rita
- Geburtstagsständchen
- Gouden Hart Serenade

- Grüß an Den Haag
- Grüß an Holland
- Hans Albers mars
- Heut' Nacht wenn die Blumen träumen
- Heute Nacht oder nie
- Hommerson Mars
- Hör' mein Lied, Violetta
- Husarenattacke
- Ich tanze mit Dir in den Himmel hinein
- Im Kinematograph
- Im Schützenhaus ist Blasmusik mit Tanz
- In einem kleinen Café in Hernals
- In München steht ein Hofbräuhaus
- Italiaanse Serenade
- Juliserenade
- Kleine Hollandse Jongens
- Kunkels' Autobaan
- La Bohémienne
- La bourrasque
- La Muette de Portici
- La Rosita
- La traviata
- Lachendes Mädchen
- Leise flehen meine Lieder
- Les larmes de Pierrot
- Liebchen ade! Annemarie
- Ludovico Gavioli mars
- Mai serenade
- Mammie, waar ben je
- Mandoline serenade
- Manoeuvre mars
- Marche des Snobs
- Mimosa wals
- Mina de Rumbakoningin
- Mit Dir, Erika

- Möhlmann-Warnies mars
- Molto Vivace
- Mooi Amsterdam
- My curly-headed baby
- Ons Groot Feest
- Oranje Mars
- Pankgrafen Marsch
- Parlami d'amore, Mariù
- Podkoromolje
- Radetzkymars
- Radiomars
- Die schöne Adrienne hat eine Hochantenne
- Ramona
- Rötsch mer Jet
- Schwarzwälder Bub'n
- Serenade 2, 4 en 8
- Silver sands
- Skoda Lásky
- Soirrée d' Ete
- Sons of the Brave
- Spanischer Reiter
- St. Nicolaas 1, 2, 3 en 4
- Südliches Feuer
- That Saxophone Waltz
- The wedding of the painted doll
- Torna a Surriënto
- Tulpen uit Amsterdam/Ik hou van Holland
- Verboden wals
- Vieni sul mar
- Violino tzigano
- Vlaamse serenade 4
- Walspotpourri nr. 1 en 2
- Weiße Rosen
- Wolkenkratzer
- Yo Yo Wals
- Zeeheldenmars

## Bron
- Boek: Glorieuze orgeldagen, F. Wieffering, 1965, blz. 157-158
- De Kring van Draaiorgelvrienden (KDV)